# Sông Ara
Sông Ara (荒川 (Hoang xuyên) Arakawa, "kawa" trong tiếng Nhật đã mang nghĩa là "sông") là một dòng sông ở Nhật Bản, dài 173 km, có lực vực rộng 2940 km². Sông bắt nguồn từ núi Kobushi ở chỗ giáp ranh ba tỉnh Nagano, Saitama, Yamanashi, tích nước ở vùng núi Chichibu phía Tây Saitama, chảy qua Saitama và Tokyo, đổ vào vịnh Tokyo. Chính phủ Nhật Bản coi sông Ara là sông loại I của đất nước. Sông có lưu lượng là 30 m³/s. Có bảy con đập được xây trên dòng sông này, trong đó có 6 nhằm phục vụ thủy lợi và 1 phục vụ phát điện.